# Andreas Johan Brolin

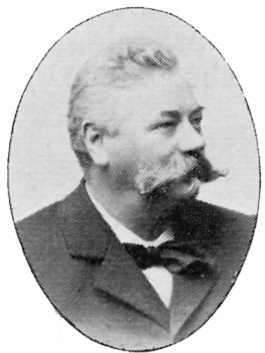
Andreas Brolin.

Andreas Johan Brolin, född 13 september 1844 i Västra Husby, Östergötlands län, död 26 mars 1926 i Hedvig Eleonora församling i Stockholm, var en svensk dekorationsmålare och konstnär.
Brolin studerade vid Slöjdskolan i Stockholm 1866–1871 samt i London 1871–1873. Han var anställd som teatermålare vid Königsbergs och Stettins stadsteatrar 1873–1880 där han utförde dekorationer till omkring 30 nya pjäsuppsättningar. Han anställdes 1881 vid Kungliga Operan och Dramatiska teatern i Stockholm. Vid sidan av arbetet vid teaterhuset utförde han väggmålningar på beställning till privatteatrar och privatbostäder, bland annat till Sveasalen i Stockholm. Bland hans arbeten finns en mängd dekorer till olika skådespel och operor för både svenska och utländska teatrar. Även hans son John Brolin var dekorationsmålare och arbetade flera år i sin fars ateljé.
Brolin var gift första gången med Hulda Carolina Berggren och andra gången med Anna Helena Amalia Lade från Lettland samt far till John Leonard Brolin. De är alla begravda på Norra begravningsplatsen utanför Stockholm.

### Fotnoter
1. 1 2  Kruse, John (1901). Svenskt Porträttgalleri XX. sid. 27. http://commons.wikimedia.org/wiki/File:Svenskt_Porträttgalleri_XX.djvu?page=45
2. ↑  Konsul Gustaf Eklunds Porträttarkiv, Visual Arkiv